# Jean-Pierre
Le prénom Jean-Pierre, combinant les deux prénoms très courants d'origine biblique, Jean et Pierre, a connu en France une exceptionnelle et brève popularité au début du baby boom : à la fin des années 1940 et pendant les années 1950.
De 1944 à 1962, il naissait cinq à neuf mille Jean-Pierre par an, presque dix mille en 1947, puis le prénom s'est rapidement démodé et n'est plus attribué qu'à une cinquantaine de bébés par an depuis les années 2000[réf. nécessaire].

## Quelques Jean-Pierre
- Pour l'ensemble des articles sur les personnes portant ce prénom, consulter :
  - la liste des articles dont le titre commence par ce prénom
  - les listes produites par Wikidata : Liste des personnes de prénom « Jean-Pierre » — même liste en incluant les éventuels prénoms composés qui contiennent « Jean-Pierre ».

### Cinéma
- Jean-Pierre Aumont
- Jean-Pierre Bacri
- Jean-Pierre Cassel
- Jean-Pierre Darroussin
- Jean-Pierre Jeunet
- Jean-Pierre Léaud
- Jean-Pierre Marielle
- Jean-Pierre Melville
- Jean-Pierre Mocky

### Sport
- Jean-Pierre Beltoise
- Jean-Pierre Bernès
- Jean-Pierre Papin
- Jean-Pierre Rives
- Jean-Pierre Jarier

### Politique
- Jean-Pierre Cot
- Jean-Pierre Chevènement
- Jean-Pierre Jouyet
- Jean-Pierre Raffarin

### Télévision
- Jean-Pierre Coffe
- Jean-Pierre Foucault
- Jean-Pierre Pernaut

### Musique
- Jean-Pierre Ferland
- Jean-Pierre François
- Jean-Pierre Rampal

### Sciences
- Jean-Pierre Kahane
- Jean-Pierre Perraudin
- Jean-Pierre Petit
- Jean-Pierre Sauvage
- Jean-Pierre Serre

### Arts et Lettres
- Jean-Pierre Babelon
- Jean-Pierre Claris de Florian
- Jean-Pierre Thiollet
- Jean-Pierre Vernant

## Autres
- Thierry Jean-Pierre (1955-2005), juge français.
- Jean Pierre est une composition de Miles Davis, parue sur son album We Want Miles de 1982.
- Dans la série Ma sorcière bien-aimée, le mari de la sorcière Samantha, qui est un mortel, est nommé Jean-Pierre (Darrin en VO), ce prénom étant censé incarner la banalité et la normalité du personnage dans cette famille de sorcières (la mère de Samantha, Endora, écorche d'ailleurs régulièrement ce prénom, qu'elle transforme en Jean-Piètre, Jean-Truc ou Jean-Machin)[réf. nécessaire].

### Toponymes
- Baie Jean-Pierre (réservoir Gouin), une baie du réservoir Gouin, dans La Tuque, en Mauricie, au Québec (Canada).
- Baie Jean-Pierre (lac Supérieur), une baie du lac Supérieur, en Ontario (Canada).
- « Jean-Pierre » est le surnom du pic du Midi d'Ossau (Pyrénées-Atlantiques, France).